# Municipalità di Ninotsminda
La municipalità di Ninotsminda (in georgiano ნინოწმინდის მუნიციპალიტეტი?) è una municipalità georgiana di Samtskhe-Javakheti.
Nel censimento del 2002 la popolazione si attestava a 34305 abitanti. Nel 2014 il numero risultava essere 24491.
La cittadina di Ninotsminda è il centro amministrativo della municipalità, la quale si estende su un'area di 1354 km².

## Popolazione
Dal censimento del 2014 la municipalità risultava costituita da:
- Armeni, 94,98%
- Georgiani, 4,20%
- Russi, 0,75%

## Monumenti e luoghi d'interesse
- Gandzani